# رون فرانز
رون فرانز (20 أكتوبر 1945 في الولايات المتحدة - 3 أكتوبر 2022) (بالإنجليزية: Ron Franz)‏ هو لاعب كرة سلة أمريكي في مركز هجوم قوي الجسم. لعب مع كانساس جايهوكس ‏.

## وصلات خارجية
- رون فرانز على موقع سبورتس رفرنس (الإنجليزية)
- رون فرانز على موقع كلية كرة السلة في سبورتس رفرنس.كوم (الإنجليزية)
- رون فرانز على موقع ريلجم (الإنجليزية)
- رون فرانز على موقع بروبوليرز (الإنجليزية)